# CSI efekt

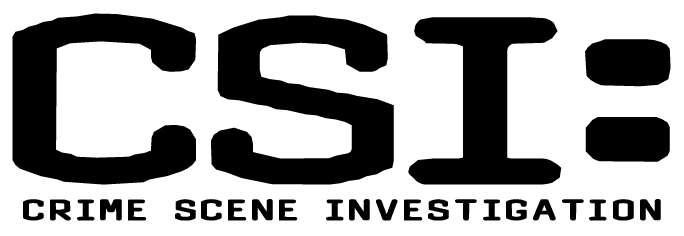
Crime scene investigation – vyšetřování z místa činu

CSI efekt (též CSI syndrom) je popisován jako negativní působení kriminálních televizních seriálů na činnost orgánů činných v trestním řízení. Efekt je pojmenován podle série CSI stanice CBS – CSI: Crime Scene Investigation (Kriminálka Las Vegas), CSI: Miami (Kriminálka Miami) a CSI: NY (Kriminálka New York).

## Charakteristika
V praxi se obvykle projevuje tak, že kriminalističtí technici přebírají špatné návyky, které předvádí seriálový hrdina, např. odebírají vzorky na zcela nevhodných místech nebo nedodržují základní pravidla pro práci s biologickými stopami (např. pracují bez roušky a rukavic). CSI syndrom postihuje i soudce a státní zástupce, ti pak např. nereálně očekávají, že svědci si dokonale pamatují události, nepředpokládají omylnost experta a očekávají, že místo činu bylo ohledáno zcela bez chyb a přehlédnutí.